# TT3
| G40 | A | V22 · d | V1 · D40 |

| G40 | A | V22 · d | V1 · D40 |

A TT3 (Theban Tomb, thébai sír) Nyugat-Thébában (Dejr el-Medina) Pasedu kőfaragó sírja.  A sírt már az ókorban kirabolták, holléte feledésbe merült, aztán 1834-ben az egyiptomi katonaság illegális kincskereső ásatásai során került elő ismét. Magáról Paseduról nincs sok ismeretünk, szakmája szerint kőfaragó volt, az Igazság helyének szolgálója, ő volt a Királyok völgyében kifaragott királysírok munkavezetője I. Széthi és II. Ramszesz uralkodása idején. Apja Menna, aki a keleti-parti Amon templomának munkása volt, anyja Hui, felesége Nedzsem-Behedet. Két fia és három lánya közül a fiúk nevét ismerjük a sír ábrázolásairól, Kaha és Menna. Külön érdekesség, hogy Pasedu nevéhez köthető még egy másik thébai sír is, a TT326, de ennek miértjéről egyelőre nincsenek pontosabb információk.

## A sír

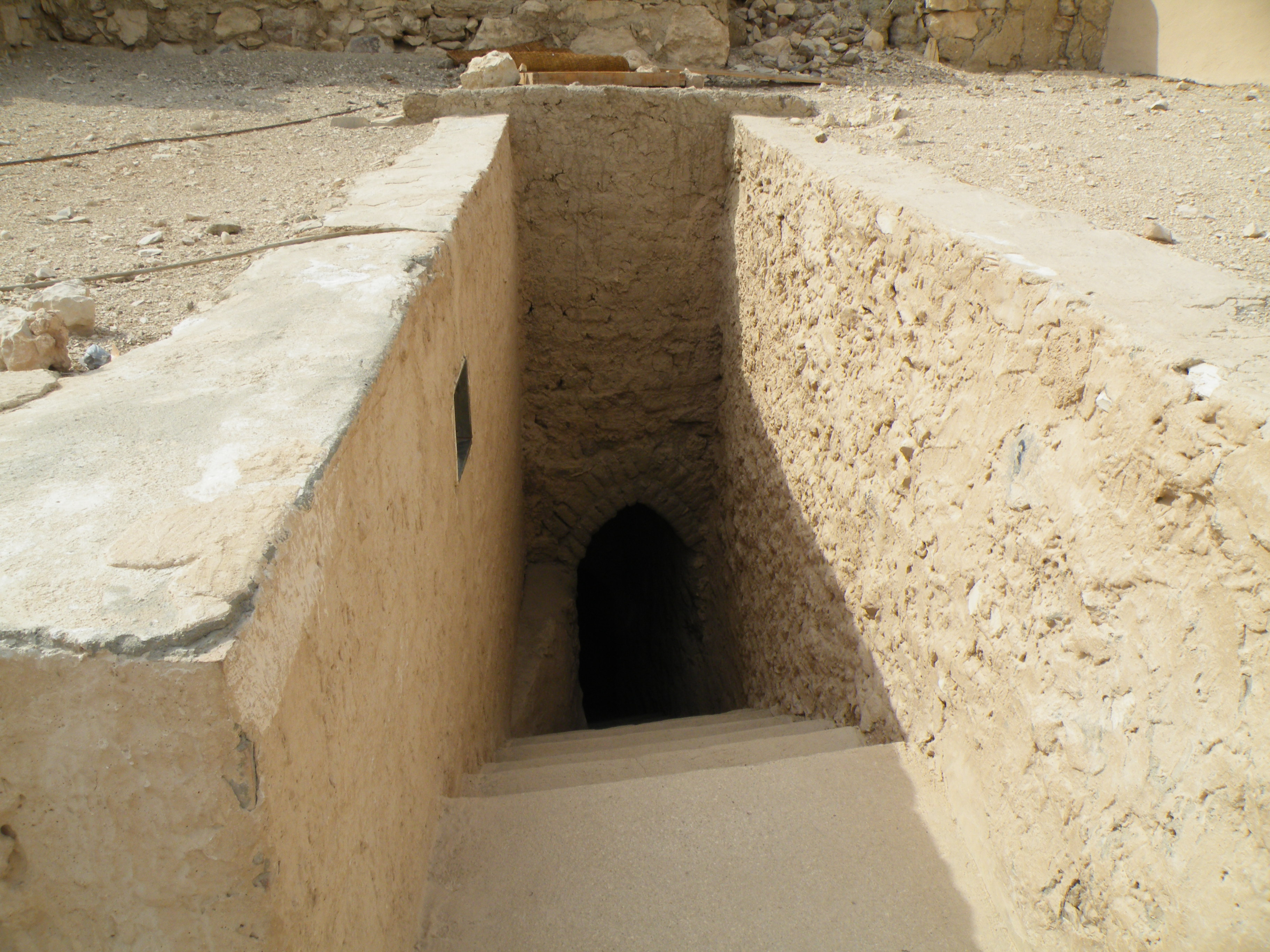
A lejárat Pasedu sírjába

A turisták számára Dejr el-Medinában látogatható három sír közül – TT1 (Szennedzsem), TT3 (Pasedu) és a TT359 (Inherhau) sírjai (ha közülük valamelyik felújítás alatt áll, akkor a TT290-t, Irinofer sírját nyitják meg, mint legutóbb 2010-ben is) – talán a TT3 a legszebben díszített, magasabb fekvése és meredek lépcsőkön való megközelíthetősége miatt azonban a legkevésbé látogatott. A sírkerületben található halotti kápolnától balra a sziklába vágott huszonkilenc szűk lépcső két kicsi egymásból nyíló díszítetlen helyiségbe vezet, ahonnan egy már festett előtéren keresztül léphetünk be a sírkamrába. A boltozatos előtér mindkét oldalán gyönyörűen festett sakálok őrködnek egy fehér szentély tetején fekve, jelezve, hogy az itt belépő már a holtak birodalmában jár.

## A sírkamra
A Dejr el-Medina-i munkások sírjainak díszítésére jellemzően, a TT3 boltozatos építésű kisméretű sírkamrája is a Halottak Könyve fejezeteit és vignettáit tartalmazza. Erre a papirusz színére hasonlító mélysárga alapozás is utal, melyre élénk színekkel festették fel a királysírokban is alkalmazott jeleneteket.
A sírkamrába lépve – az előtér feletti boltíves rész falfestésén – Pasedu két fia, Kaha és Menna térdel a Ptah-Szokarisz-Ozirisz istent megszemélyesítő kitárt szárnyú sólyom és egy felette lebegő udzsat-szem két oldalán. A bejárattól jobbra eső regiszterekben a sír tulajdonosának családtagjai láthatóak, a felső rész élén Pasedu apja, Menna hófehér hajjal ábrázolva, alatta a feleség Nedzsem-Behedet szülei és rokonai – a menet élén a szintén őszülő hajú apóssal –, az alsó sávban pedig Pasedu gyermekei, két fiú és három lány gondosan megfestett ünnepi ruhában és hosszú bonyolultan tűzött parókában. A bejárat bal oldalán látható a sír legismertebb jelenete, a Halottak Könyve 62. fejezetéből a „Vizet inni az istenség birodalmában” című, melyen Pasedu térdelve lehajol és vizet iszik a tóból egy csodálatosan kidolgozott dum-pálma árnyékában.
A kamra túloldali, szintén boltozatos falán egy nemesz-fejdíszt viselő trónon ülő Ozirisz alak előtt egy istenség két égő fáklyával tűz áldozatot mutat be, mögötte egy udzsat-szem „kezében” szintén tűzáldozatot ajánl fel az alvilág urának. Alatta Pasedu térdelő helyzetben adorál, mögöttük a Hórusz-sólyom áll a Nyugati-vörösgránit hegy mellett. A bal oldal hosszú falán Pasedu felesége, fia és leányunokája látható, közöttük és egy szépen megfestett Hórusz-sólyom között a Halottak Könyve 78. fejezetének mintegy ötven sora az Isteni Sólyommá való átalakulásról szól. A másik oldal fő falán a sólyomfejű Ré-Harahti az emberfejjel ábrázolt Atum, a skarabeuszfejű Heper és Ptah egy a tartósságot jelképező dzsed-oszlop mögött látható, a velük szemben hódoló feleség és lányuk, Nebnofret társaságában. Az abüdoszi zarándoklat liturgikus hajóútja Nedzsem-Behedettel és lányukkal a fal mindkét oldalán is megismétlődik.
A mennyezet boltozatát a Halottak Könyve 181. fejezetének negyven szövegoszlopa osztja ketté, ahol a bal oldalon Ozirisz, Ízisz, Nut, Nun, Nebethet, Geb, Anubisz és Upuaut látható, a másik oldalon pedig Ozirisz, Thot, Hathor, Ré-Harahti, Neith, Szelket, Anubisz és Upuaut nyolc-nyolc isteni alakját ábrázolták.
A sír egy különleges érdekessége még, hogy mind az alak ábrázolásokban sok morfológiai, mind a hieroglif szövegekben sok helyesírási és szöveghibát vétettek a készítők.